# Kwok Hoi Ying Karen
Kwok Hoi Ying Karen es una deportista hongkonesa que compitió en bochas adaptadas. Ganó una medalla de oro en los Juegos Paralímpicos de Pekín 2008 en la prueba individual mixto (clase BC2).

## Palmarés internacional
| Juegos Paralímpicos | Juegos Paralímpicos | Juegos Paralímpicos | Juegos Paralímpicos  |
| Año                 | Lugar               | Medalla             | Prueba               |
| ------------------- | ------------------- | ------------------- | -------------------- |
| 2008                | Pekín (China)       | Medalla de oro      | Individual BC2 mixto |